# Simone Padoin
Simone Padoin (Gemona del Friuli, Provincia de Udine, Italia, 18 de marzo de 1984) es un exfutbolista italiano que jugaba de centrocampista.

## Trayectoria
Padoin inició su carrera como futbolista en el equipo juvenil del Atalanta B. C. En 2003 pasó al Vicenza Calcio, donde permaneció durante cuatro temporadas, y con el cual marcó 6 goles en 131 encuentros. En la temporada 2007-08 regresó al Atalanta, equipo con el cual obtuvo el título de la Serie B en la temporada 2010-11. El 31 de enero de 2012, fue transferido a la Juventus F. C. por 5 millones de euros. Con los 'bianconeri' ganó 5 títulos de liga consecutivamente, 2 copas italianas y 3 supercopas italianas, además, fue subcampeón de la Champions en 2015. Después de cinco años en el equipo turinés, el 4 de julio de 2016 fue transferido al Cagliari Calcio, recién ascendido a la Serie A.
En noviembre de 2020 anunció su retirada.

## Selección nacional
Fue internacional con la selección de fútbol de Italia en las categorías sub-19, sub-20 y sub-21.

### Participaciones en Eurocopas
| Eurocopa                | Sede          | Resultado    |
| ----------------------- | ------------- | ------------ |
| Eurocopa sub-19 de 2003 | Liechtenstein | Campeón      |
| Eurocopa Sub-21 de 2007 | Países Bajos  | Primera fase |

## Clubes
| Club                     | País   | Año       |
| ------------------------ | ------ | --------- |
| Atalanta B. C.           | Italia | 2002-2003 |
| Vicenza Calcio           | Italia | 2003-2007 |
| Atalanta B. C.           | Italia | 2007-2012 |
| Juventus F. C.           | Italia | 2012-2016 |
| Cagliari Calcio          | Italia | 2016-2019 |
| Ascoli Calcio 1898 F. C. | Italia | 2019-2020 |

## Palmarés

### Campeonatos nacionales
| Título              | Club           | País   | Año     |
| ------------------- | -------------- | ------ | ------- |
| Serie B             | Atalanta B. C. | Italia | 2010-11 |
| Serie A             | Juventus F. C. | Italia | 2011-12 |
| Supercopa de Italia | Juventus F. C. | Italia | 2012    |
| Serie A             | Juventus F. C. | Italia | 2012-13 |
| Supercopa de Italia | Juventus F. C. | Italia | 2013    |
| Serie A             | Juventus F. C. | Italia | 2013-14 |
| Serie A             | Juventus F. C. | Italia | 2014-15 |
| Copa Italia         | Juventus F. C. | Italia | 2014-15 |
| Supercopa de Italia | Juventus F. C. | Italia | 2015    |
| Serie A             | Juventus F. C. | Italia | 2015-16 |
| Copa Italia         | Juventus F. C. | Italia | 2015-16 |

### Copas internacionales
| Título          | Club                | País          | Año  |
| --------------- | ------------------- | ------------- | ---- |
| Eurocopa sub-19 | Selección de Italia | Liechtenstein | 2003 |